# Inashiki
Inashiki (japanska: 稲敷市?, Inashiki-shi) är en stad i Ibaraki prefektur i Japan. Staden bildades 2005 genom en sammanslagning av kommunerna Azuma, Edosaki, Sakuragawa och Shintone. 